# Gmina Jajce
Gmina Jajce (boś. Općina Jajce) – gmina w Bośni i Hercegowinie, w kantonie środkowobośniackim. W 2013 roku liczyła 27 258 mieszkańców.